# Décès en juillet 1957
Décès
- 1953
- 1954
- 1955
- 1956
- 1957
- 1958
- 1959
- 1960
- 1961

Pour une information complémentaire, voir la page d'aide.

| Date      | Nom            | Pays                     | Activités                          | Âge | Source |
| --------- | -------------- | ------------------------ | ---------------------------------- | --- | ------ |
| 6 juillet | Arthur de Kock | Drapeau d'Afrique du Sud | Joueur de rugby à XV sud-africain. | 91  |        |